# SMS V 30
V 30 – niemiecki niszczyciel z okresu I wojny światowej. Szósta jednostka typu V 25. Okręt wyposażony w cztery kotły parowe opalane ropą. Zapas paliwa 225 ton. Okręt ten brał udział w bitwie na Dogger Bank w 1915 roku. 20 listopada 1918 płynąc do Scapa Flow, gdzie miał być internowany wszedł na minę i zatonął.